# Anemonia manjano
Anemonia manjano is een zeeanemonensoort uit de familie Actiniidae.
Anemonia manjano is voor het eerst wetenschappelijk beschreven door Carlgren in 1900.